# ولاية شرناق

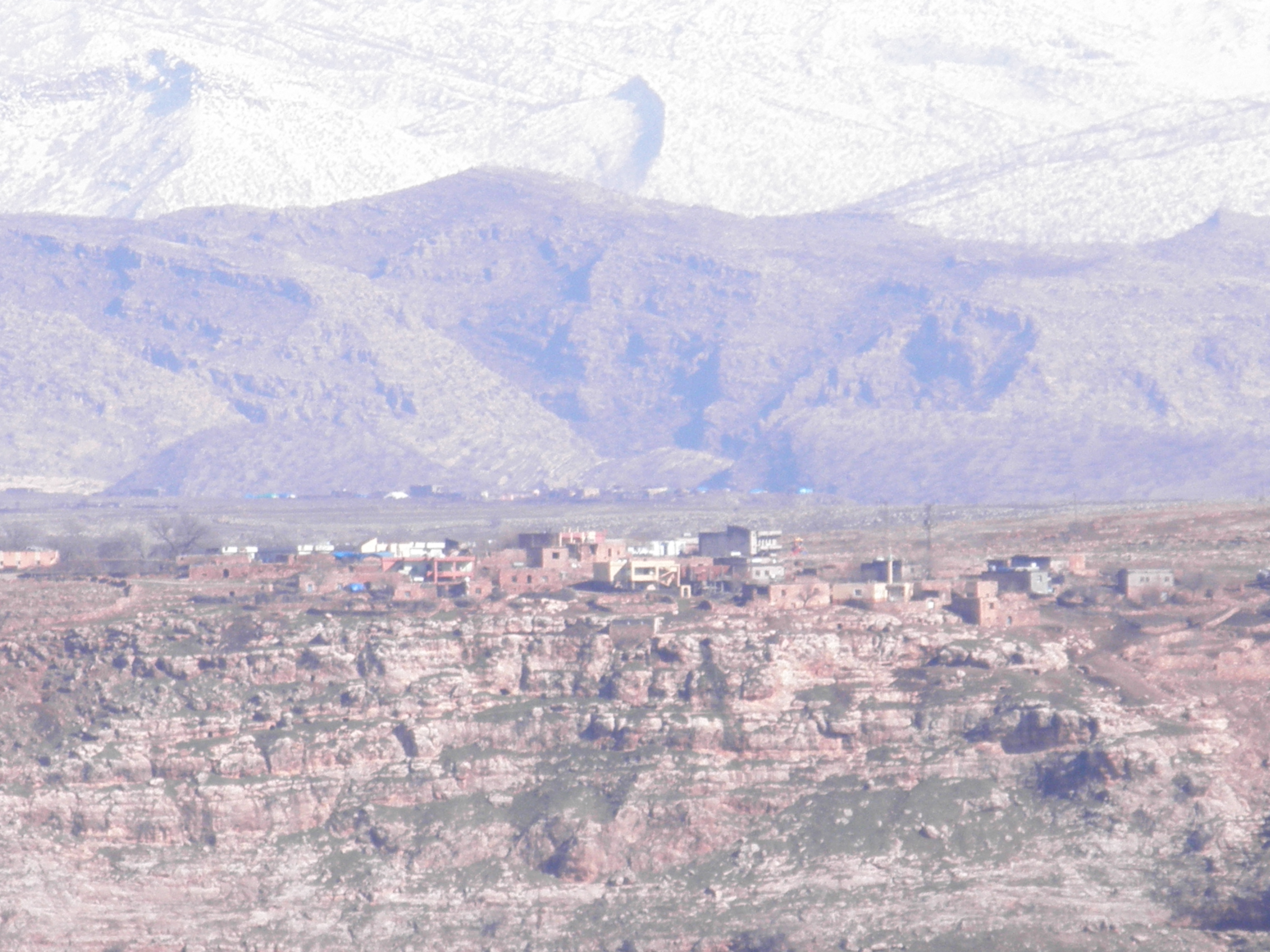
قرية في غرب المقاطعة الجبلية

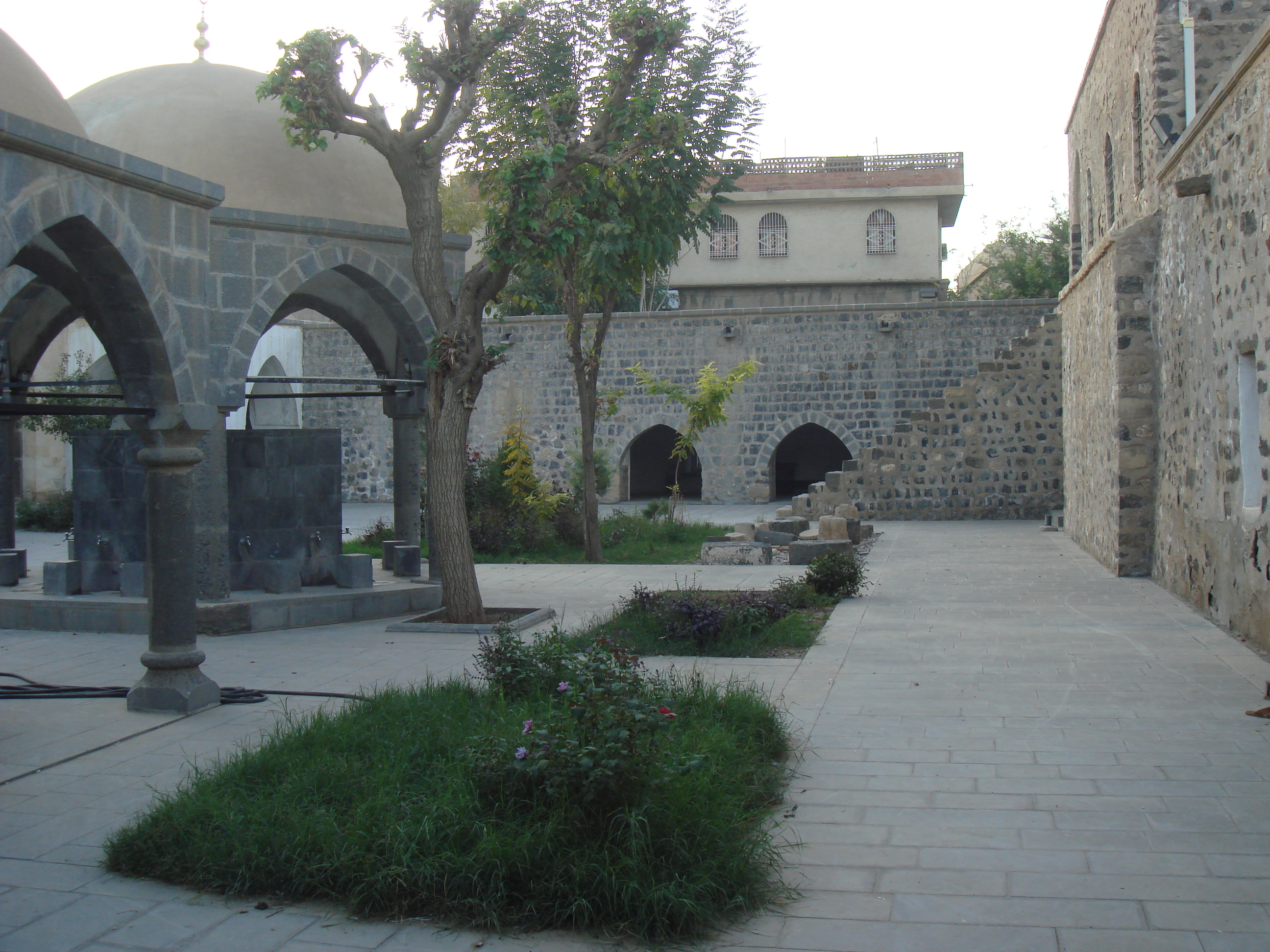
الجامع الكبير في جزيرة ابن عمر

وِلَايَةُ شُرْنَاقَ (بالتركية: شرناق ولایت/Şırnak ili، وبالكردية: پارێزگای شرنەخ) هي إحدى ولايات تركيا الواقعة في جنوب شرق البلاد في منطقة كردستان تركيا. تأسست الولاية في عام 1990 على مناطق من ولاية سعرد وولاية ماردين، ويحدها كل من إقليم كردستان العراق وسوريا. تبلغ مساحتها 7,078 كم² وبلغ عدد سكانها 557,605 نسمة في عام 2022. أغلبية سكانها من الكُرد.

## جغرافيا

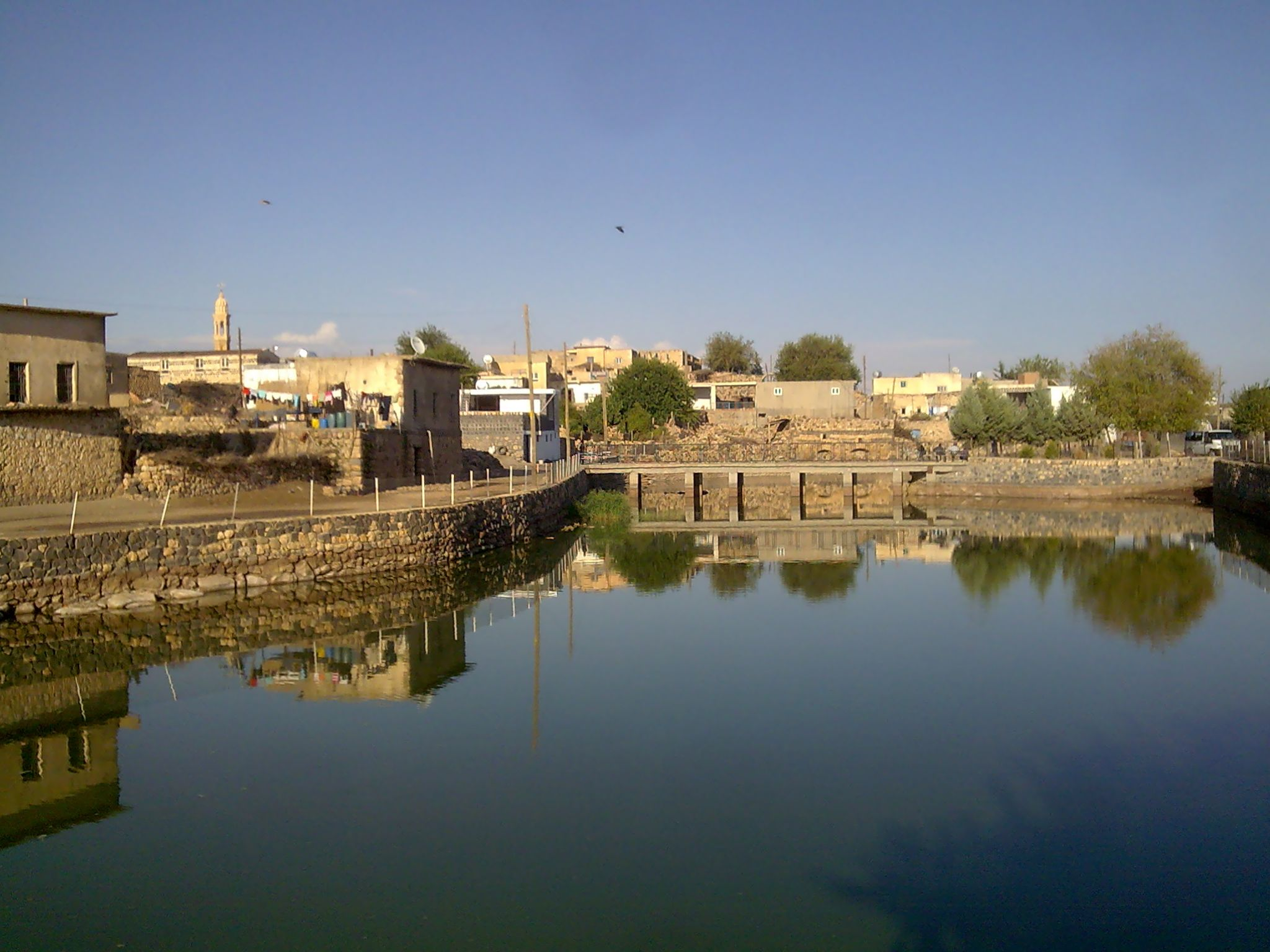
قرية مدين، طور عبدين

توجد في ولاية شرناق بعض المناطق الجبلية في الغرب والجنوب، لكن غالبية الولاية تتكون من هضاب ناتجة عن العديد من الأنهار التي تعبرها. وتشمل هذه دجلة (وروافده هيزيل و كيزيلسو) و كاجليان. من الجبال الهامة الجودي (2089 م)، جبل الجبار، جبل نماز و جبل التين.

### المناطق
ولاية شرناق مقسم إلى سبع مقاطعات (منطقة العاصمة بالخط العريض):
- بيت الشباب
- جزيرة ابن عمر
- كجلو قوناق
- إديل
- سيلوبي
- شرناق
- أولوديري

## التاريخ

### المفتشية العامة
من أجل تتريك السكان المحليين، في يونيو 1927، صدر القانون 1164، الذي سمح بإنشاء مفتشيات عامة (بالتركية: Umumi Müffetişlik، UM). تم تضمين المقاطعة في المفتشية العامة الأولى (بالتركية: Birinci Umumi Müfettişlik)، والتي غطت مقاطعات هكاري، سعرد، وان، ماردين، شرناق، بدليس، شانليورفا، إيلازيغ، وديار بكر. تأسست أول مفتشية عامة في كانون الثاني (يناير) 1928 ومقرها ديار بكر. كانت المفتشية العامة يحكمها المفتش العام، الذي كان يحكم بسلطة واسعة النطاق على الشؤون المدنية والقضائية والعسكرية. في عام 1948 تم التخلي عن سياسة إدارة المقاطعة داخل المفتشية العامة ولم تتم إعادة توظيف الإدارة مرة أخرى، ولكن تم حل مكتب المفتش العام فقط في عام 1952 أثناء حكومة الحزب الديمقراطي.

### الصراع التركي الكردي
كانت شرناق نقطة محورية في الصراع التركي الكردي المستمر، والذي بدأ في عام 1984. منذ إنشائها في عام 1990 إلى 2002، كانت محافظة شرناق جزءًا من منطقة «حكومة المنطقة في حالة الطوارئ» التي تم إعلانها لمواجهة حزب العمال الكردستاني ويحكمها حاكم كبير، والذي مُنح سلطات إضافية مقارنة بالحاكم التركي العادي، بما في ذلك سلطة نقل مستوطنات بأكملها وإعادة توطينها. في ديسمبر 1990، تلقى الحاكم الأعلى وحكام المقاطعات في منطقة حكومة المنطقة في حالة الطوارئ حصانة مطلقة من الملاحقة القضائية فيما يتعلق بالقرارات التي اتخذوها بموجب المرسوم رقم 430.

#### عملية القوات التركية 1992
في 18 أغسطس 1992، هاجمت القوات التركية المدينة، مما أسفر عن مقتل 54 شخصًا، معظمهم من الأطفال والنساء. لمدة ثلاثة أيام تم حرق المنازل وقتل المواشي وقتل. أفادت منظمة العفو الدولية أن 20.000 من سكان المدبنة البالغ عددهم 25.000 فروا من المدينة.
خلال العملية، تم فرض حظر تجول في المدينة وعندما انتهى، كانت المدينة بأكملها في حالة خراب.
وبينما كانت البلدة تحت القصف لم يكن هناك سبيل للحصول على رواية عما كان يحدث في المنطقة حيث منع الصحفيون من دخول وسط المدينة الذي أحرقته قوات الأمن بالكامل. وتعرضت شرناق لإطلاق نار لمدة ثلاثة أيام واستخدمت الدبابات والمدافع لضرب المباني التي يسكنها المدنيون.
في 26 أغسطس/آب 1992، أرسلت منظمة العفو الدولية طلبات إلى رئيس الوزراء آنذاك، سليمان دميرل، ووزير الداخلية عصمت سيزكين، والمحافظ التشريعي للطوارئ أونال إركان، ومحافظ محافظة شرناق مصطفى مالا، للشروع على الفور في تحقيق مستقل ونزيه في الأحداث، لضمان عدم - تعرض أحدهم لسوء المعاملة في حجز الشرطة والإعلان عن نتائجه.

#### اشتباكات 2015-2016
في اشتباكات شيرناك 2015-16 جرت في مدينة شيرناك، سيزر، إيدل وسيلوبي. في 14 آذار/مارس 2016، أُعلن حظر تجوال في محافظة شرناق. كان هذا بمثابة بداية لعملية استمرت 80 يومًا ضد المسلحين الأكراد في المحافظة. ظل حظر التجول ساري المفعول لمدة 9 أشهر. تم تدمير 2044 مبنى خلال العملية العسكرية.